# Рибера, Алонсо де
Алонсо де Рибера де Пареха (исп. Alonso de Ribera de Pareja; ок. 1560, Убеда, Хаэн, Испания — 9 марта 1617, Консепсьон, Чили) — испанский военный, дважды занимал пост королевского губернатора Чили (1601—1605 и 1612—1617), в промежутке между этими назначениями был губернатором провинции Тукуман (1606—1611).
Алонсо де Рибера родился в 1560 году в Убеда. Он был незаконнорождённым сыном идальго Хорхе де Рибера Самбрана-и-Давалос, который заявлял, что является потомком королей Арагона. Алонсо де Рибера долгое время служил в испанской армии, воевал во Фландрии под командованием Алессандро Фарнезе, в 1588 году был на борту Непобедимой армады, потом служил в Испанских Нидерландах под командованием Альбрехта Австрийского. За его выдающуюся службу король Филипп III в 1599 году назначил его губернатором Чили.
Алонсо де Рибера отбыл в Новый Свет в апреле 1600 года из Севильи, вместе с 300 солдатами. Перед прибытием в Америку он встретился с бывшим губернатором Чили Алонсо де Сотомайором, который рассказал ему о ситуации в колонии и о ходе войны с индейцами.
В феврале 1601 года Алонсо де Рибера прибыл в Консепсьон. Оценив состояние войск, он написал: «эти люди гораздо менее дисциплинированы и гораздо более невежественны в военных вопросах, чем я мог ожидать». В 1604 году он создал постоянную армию численностью 1500 человек, финансируемую за счёт королевских доходов в вице-королевстве Перу. Его стратегический план заключался в концентрации испанских сил в серии фортов на границе, и последующем постепенном продвижении на юг. За время своего первого губернаторского срока он сумел продвинуться вглубь территории мапуче и построить девятнадцать фортов.
Помимо военных дел, губернатор занимался и хозяйственными. В 1603 году он направил Хинеса де Лильо провести общую инспекцию земель колонии, и уточнить границы между землями, подчинёнными губернатору, частными владениями и землями городских советов. Также он принял меры к облегчению положения индейцев, эксплуатируемых в рамках системы энкомьенд.
Во Фландрии Алонсо де Рибера привык к роскошной жизни при дворе, и постарался воссоздать в Сантьяго привычный для себя образ жизни, чем шокировал местное общество. Его большие банкеты и приёмы, карточные игры были очень непривычны, а его женитьба на креолке без предварительного испрашивания согласия у короля уронила его общественный статус. В 1605 году он был смещён со своего поста и предстал перед судом по обвинению в плохом обращении с солдатами, вскрытию чужих писем, фаворитизму по отношению к родственникам жены и нерелигиозности. После этого он с женой переехал в Тукуман.
Алонсо де Рибера вновь стал губернатором в 1612 году, когда иезуит Луис де Вальдивия специально обратился по этому поводу к королю Филиппу III. Вальдивия хотел установить чёткую границу между испанскими и индейскими землями, заходить за которую могли бы только испанские миссионеры для распространения христианства среди индейцев. Король согласился с его планом, и хотя Рибера был не полностью согласен, он стал исполнять приказ короля. Однако после того, как посланные к индейцам миссионеры погибли, отношения между губернатором и священником ухудшились.
Другой заботой Алонсо де Риберы во время второго губернаторского срока стали нидерландские корсары. В 1613 году Голландская Ост-Индская компания отправила эскадру из шести кораблей под командованием Йориса ван Спилбергена, которая должна была пройти через Магелланов пролив, чтобы через Тихий океан добраться до Молуккских островов. Получив информацию о приближении голландцев, губернатор отдал приказ об усилении защиты Вальпараисо и Консепсьона, но Спилберген проследовал мимо Чили на север. Другая голландская экспедиция, под руководством Якоба Лемера, во время его губернаторства открыла мыс Горн.